# زیردریایی یو-۳۲۷
زیردریایی یو-۳۲۷ (به انگلیسی: German submarine U-327) یک زیردریایی بود که طول آن ۶۷٫۱۰ متر (۲۲۰ فوت ۲ اینچ) بود. این زیردریایی در سال ۱۹۴۴ ساخته شد.